# Christoph Friedrich Hellwag

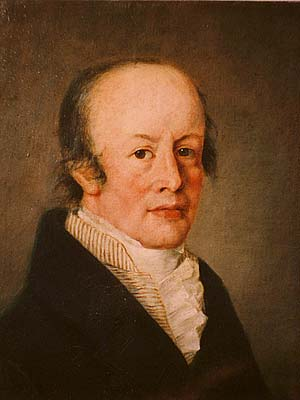

Christoph Friedrich Hellwag (* 6. März 1754 in Calw; † 16. Oktober 1835 in Eutin) war ein deutscher Arzt und Physiker. Er gilt als der erste, der Vokale in einem Vokaldreieck darstellte.

## Leben
Hellwag war der Sohn des Diakons und späteren Göppinger Stadtpfarrers Eberhard Friedrich Hellwag (1722–1780) und dessen Ehefrau Catharine Margarete geb. Bengel (1730–1788), der Tochter des bekannten pietistischen Theologen Johann Albrecht Bengel (1687–1752). Nach dem Schulbesuch in Sulz am Neckar kam er 1772 in das Evangelische Stift in Tübingen, wo er sich am 26. Oktober in die Universitätsmatrikel eintrug. Er studierte zunächst Theologie sowie Philosophie und schloss 1774 sein Studium als Magister ab. Im Sommersemester 1774 wechselte er das Studienfach und begann ein Medizinstudium, das er 1779 an der Universität Göttingen fortsetzte. Für seine medizinische Dissertation und die vorgeschriebenen Prüfungen kehrte er im Januar 1781 nach Tübingen zurück. Am 30. November 1784 bekam er von der Medizinischen Fakultät der Universität Tübingen den Titel eines Doktors der Medizin verliehen. Bereits 1781 hatte er das medizinische Examen in Stuttgart abgelegt und war am 1. Januar 1782 zum Arzt in Gaildorf bestellt worden.
1782 wurde er Leibarzt von Friederike von Württemberg und zog 1782 nach ihrer Eheschließung mit dem als Landesherr von Oldenburg vorgesehenen Prinzen Friedrich Ludwig mit ihr nach Oldenburg (in Oldenburg). Dort wurde er auch Leibarzt des Herzogs. In Oldenburg schloss sich Hellwag rasch dem kleinen Kreis der Führungsschicht des Herzogtums um Gerhard Anton von Halem an, dessen Schwester er heiratete, und trat auch der von diesem gegründeten Literarischen Gesellschaft bei. Neben der Betreuung der herzoglichen Familie führte Hellwag in Oldenburg auch eine umfangreiche Privatpraxis und gründete nach Hamburger Vorbild auch ein Krankenhaus für die arme Bevölkerung. Auf Wunsch Peter Friedrich Ludwigs übersiedelte er mit seiner Familie im Mai 1788 nach Eutin, der Residenzstadt des zu Oldenburg gehörenden Fürstentums Lübeck, da Heinrich Matthias Marcard als Leibarzt nach Oldenburg berufen worden war. Hellwag wurde zum Hofrat ernannt und erwarb 1791 ein Haus in unmittelbarer Nähe des Rektors Johann Heinrich Voss, mit dem er enge Freundschaft schloss. Die Nachbarschaft wirkte sich positiv für den Unterricht am Gymnasium aus, da Hellwag Zeichnungen für die Altertumskunde lieferte und im Mathematikunterricht aushalf. Auch in der 1804 gegründeten Eutiner Literarischen Gesellschaft war er aktiv und hielt Vorträge über Magnetismus, Hebammenkunst, Armenkunde, Optik und Akustik.
1799 wurde er zum Physikus des Fürstentums Lübeck ernannt und hatte als solcher für die öffentliche Gesundheitspflege im Fürstentum zu sorgen. Zahlreiche Veröffentlichungen zeigen Hellwags vielseitige Bildung und seine rege wissenschaftliche Tätigkeit. Er war ein bedeutender Physiker und gilt u. a. als Entdecker der sogenannten Klirrtöne. Seine scharfsinnigen Arbeiten über die Optik erregten das Interesse Goethes.
Hellwags wichtigstes Verdienst war die Einführung der Pockenimpfung im Jahr 1801 zuerst in Eutin selbst und dann im Fürstentum Lübeck. Im Juni 1800 hatte Hellwag zunächst seine jüngste Tochter und fünfzehn andere Kinder gegen die Pocken mit einem Serum geimpft, das er durch Impfung einer Kuh gewonnen hatte. Dabei griff er auf Versuche des englischen Arztes Edward Jenner mit dessen Impfungen gegen Kuhpocken zurück. Diese Pockenimpfung wurde einige Jahre später zur Impfpflicht und Hellwag veröffentlichte mehrere Aufsätze über seine Methode, die offiziell im Fürstentum Lübeck eingeführt und auch von anderen Ärzten nachgeahmt wurde. Impfungen gegen Blattern folgten.
1808 wurde auf seine Initiative die erste öffentliche Badeanstalt eröffnet. Hellwag wurde auch als Erfinder des Storchschnabels angesehen, eines Geräts, mit dem Zeichnungen vergrößert oder verkleinert kopiert werden konnten. Eine Beschreibung dieses Geräts wurde jedoch bereits 1631 veröffentlicht:. 1811 löste er mit einem Beitrag in den Eutiner Wöchentliche Anzeigen zum Thema Ueber die Schädlichkeit der Schnürleiber den Eutiner Korsett-Streit aus.
Als 1831 eine Cholerawelle Norddeutschland erreichte, veranlasste er die sofortige Bildung von Gesundheitskommissionen, die eine Ausbreitung der Epidemie verhindern konnten. Mit zunehmendem Alter schwächte sich Hellwags Gesundheitszustand ab, er feierte aber 1832 noch sein 50-jähriges Arztjubiläum. Drei Jahre später starb er nach einem Schlaganfall und wurde auf dem Eutiner Friedhof beigesetzt.
Von 1790 bis zu seinem Tod lebte er in der Riemannstraße 2 in Eutin, das Gebäude ist als sogenanntes „Hellwag-Haus“ erhalten.

## Familie
Hellwag war seit dem 17. August 1784 mit Susanna Sophia Henrietta von Halem (1759–1823) verheiratet, der Tochter des Oldenburgischen Stadtsyndikus Anton Wilhelm von Halem (1711–1771) und Schwester des oldenburgischen Verwaltungsbeamten und Schriftstellers Gerhard Anton von Halem (1752–1819). Dieser Ehe entstammten vier Töchter und drei Söhne. Darunter der Pädagoge und Pastor Bernhard Wilhelm Friedrich (1787–1838) und der Jurist und Hofrat Ernst Ludwig (1790–1862), stellvertretender Regierungspräsident in Eutin und Leiter des Unterrichtswesens im Fürstentum Lübeck. Dessen Sohn Konrad Wilhelm Hellwag (1827–1882) wurde ein bekannter Eisenbahntechniker.

## Werke
- Dissertatio physica de motu corporum. Tübingen. 1774.
- Abhandlung vom Gebrauch des Storchschnabels. [Tübingen], 1776, Digitalisat
  - 2. Auflage (leicht geänderter Titel): Beschreibung und Gebrauch des Storchschnabels. [Tübingen] 1777, Digitalisat
- Dissertatio physiologica medica de formatione loquelae. Tübingen. 1781. (Neudruck von Wilhelm Vietor, Gebr. Henninger, Heilbronn 1886, Digitalisat)
- Über die Vergleichung der Farben des Regenbogen mit den Tönen der musikalischen Oktave. In: Deutsches Museum, Jg. 1786, Zweiter Bd., Weygand, Leipzig (o. J.), S. 293–297, Digitalisat
- Ein Wort über die Blattern an die guten Einwohner Eutins. In: Schleswig-Holsteinische Provinzialberichte, Jg. 1797, 1. Bd., 2. Heft, Hammerich, Altona und Kiel 1797, S. 142–143 Digitalisat, (Der Name des Autors bleibt unerwähnt)
- Bericht über die blauen Kuhblattern, ein in Holstein durch Zufall und Gebrauch längst bewährtes Vorbauungsmittel …. In: Nordisches Archiv für Natur- und Arzneywissenschaft, 1. Bd., 3. Stk., Brummer, Kopenhagen 1801, S. 383ff.
- Erfahrungen über die Heilkräfte des Galvanismus und Betrachtungen über desselben chemische und physiologische Wirkungen. Friedrich Perthes, Hamburg 1802, Digitalisat
- Schreiben, die Schutzblattern betreffend (Eutin, 16. Febr. 1802), in: August Adolph von Hennings (Hrsg.): Der Genius des neunzehnten Jahrhunderts, Band 4, Januar bis April 1802, Ernst Friedrich Hammerich, Altona, S. 337–342
- Euklids 11. Grundsatz als Lehrsatz erwiesen. Hamburg. 1818.
- Beobachtungen über schwebenden Flecken vor Augen, und eine besondere Art von Kurzsichtigkeit, .... In: Christoph Wilhelm Hufeland (Hrsg.): Journal der praktischen Arzneykunde und Wundarzneykunst, Band 52, 6. Stk., G. Reimer, Berlin 1821, S. 84–98, Digitalisat
- Physik des Unbelebten und des Belebten. August Campe, Hamburg 1824, Digitalisat
- Newtons Farbenlehre aus ihren wichtigen Prinzipien berichtigt. Lübeck. 1835.